# Givi Matcharashvili
Givi Matcharashvili (Misqueta, 17 de maio de 1997) é um lutador de estilo-livre georgiano.

## Carreira
Ele se exibiu nas categorias de base em 2018, conquistando o bronze no Campeonato Europeu sub 23 em Istambul e o título mundial da categoria em Bucareste, na categoria até 97 kg. No ano seguinte, no Campeonato Europeu Sub-23 em Novi Sad 2019, obteve o bronze.
Nos Jogos Europeus de Minsk 2019 conquistou a medalha de prata, perdendo na final para o russo Anzor Khizriev. Na Copa do Mundo de Belgrado de 2022 foi afastado da chave principal pelo eslovaco Batyrbek Tsakulov, após vencer o lituano Lukas Krasauskas nas oitavas de final, o cazaque Mamed Ibragimov nas oitavas de final e o macedônio Magomedgaji Nurov nas quartas de final; ele finalmente derrotou o húngaro Vladislav Baitsaev na final do bronze. No Campeonato Europeu de Zagreb 2023 conquistou o ouro, vencendo, pela ordem, o moldavo Radu Lefter, o turco İbrahim Çiftçi, o ucraniano Murazi Mchedlidze, e o azeri Magomedkhan Magomedov.
Nos Jogos Olímpicos de Paris de 2024 conquistou a medalha de prata na categoria luta livre até 97 kg, perdendo a final pelo ouro para o baremita Akhmed Tazhudinov.